# Burrell Collection
Burrell Collection er et museum Glasgow, Skotland, der bliver drevet af Glasgow Museums. Museet huser kunstsamlinger ejet af Sir William Burrell og Constance, Lady Burrell. Det åbnede i 1983 og genåbnede den 29. marts 2022 efter en større ombygning. Det blev annonceret at Burrell Collection vandt Art Fund Museum of the Year i juli 2023.